# Cresswell Castle (Northumberland)
Cresswell Castle, Cresswell Pele Tower eller Cresswell tower house er en middelalderfæstning og beboelsestårn, der ligger i landsbyen Cresswell, med udsigt til kysten omkring 6 km nord for Ashington, Northumberland, England.
Cresswell Pele Tower blev opført i 1400-tallet som forsvar mod border reivers. Det er i relativt god stand i forhold til mange af de omkring 80 andre pele towers i Northumberland.
Det er en listed building af anden grad og et scheduled monument.